# Standort (Bundeswehr)
Ein Standort der Bundeswehr ist eine politische Gemeinde, in der mindestens ein aktiver Truppenteil oder eine aktive militärische Dienststelle der Bundeswehr stationiert ist. Der Begriff ist nach dem 1. Weltkrieg an die Stelle von Garnison getreten, ohne diesen Begriff ganz zu verdrängen. Die Liste der Bundeswehrstandorte in Deutschland gibt einen entsprechenden Überblick.

## Standortbereich
Ein Standortbereich umfasst ein oder mehrere Standorte und politische Gemeinden mit deren militärischen Liegenschaften (Kasernen, Übungs-, Schieß-, Flugplätze etc.). In diesem Bereich hat der Standortälteste unter anderem Befehlsbefugnis zur Aufrechterhaltung von Disziplin und Ordnung.

### Aufgaben im Standortbereich
Zu seinen Aufgaben gehören auch:
- Regelung der Nutzung der Standortanlagen, ggf. in Abstimmung mit dem Bundeswehr-Dienstleistungszentrum
- Koordinierung von Wach- und Sicherheitsmaßnahmen sowie Erstellung des Wach- und Sicherheitsplans
- Bestellung der Kasernenkommandanten
- Organisation und Überwachung des Arrestvollzugs
- Durchführung von Aufgaben im Rahmen der Übungsbestimmungen im Inland
- Koordinierung der Alarmierungsmaßnahmen
- Koordination von Veranstaltungen mit Öffentlichkeitswirksamkeit (z. B. Veranstaltungen zum Volkstrauertag, öffentliches Gelöbnis, Sammlungen für die Kriegsgräberfürsorge)
- Zusammenarbeit mit örtlichen Behörden (z. B. Polizei, Kommunalverwaltung)
- Wahrnehmung protokollarischer Verpflichtungen und Repräsentation
- Annahme, Prüfung und ggf. Weiterleitung von Anträgen auf Hilfeleistungen der Bundeswehr an das Landeskommando (LKdo)
- Unterstützung im Rahmen der Hilfeleistungen der Bundeswehr auf Weisung des LKdo
- Unterstützung mit sofortiger Hilfe bei Naturkatastrophen oder besonders schweren Unglücksfällen
- Herstellen und Halten der Verbindung zu zivilen Behörden auf kommunaler Ebene unterhalb der Kreise und kreisfreien Städte in Abstimmung mit den Kreisverbindungskommandos

Zur Wahrnehmung dieser Aufgaben steht dem Standortältesten Unterstützungspersonal zur Verfügung.

## Standortältester
Der Standortälteste (StOÄ; bis 1972 Standortkommandant) ist eine Dienststellung zur Regelung der territorialen Aufgaben der Bundeswehr im Auftrag und Sinne des Kommando Territoriale Aufgaben der Bundeswehr (KdoTerrAufgBw) innerhalb des Standortbereiches.
Der Standortälteste wird vom Kommandeur des Kommandos Territoriale Aufgaben der Bundeswehr in Abstimmung mit den truppendienstlichen Vorgesetzten auf Vorschlag des Kommandeurs des zuständigen Landeskommandos (LKdo) bestellt. Im Allgemeinen wird dies der dienstgradhöchste/dienstälteste aktive Offizier der im Standortbereich gelegenen Truppenteile und militärischen Dienststellen sein. In den militärischen Liegenschaften setzt der Standortälteste Kasernenkommandanten ein.

## Standortanlagen
Neben Kasernen finden sich im Standort häufig Standortanlagen, die vorrangig von der dort stationierten Truppe genutzt wird. Dazu zählen Standortübungsplätze, Standortschießanlagen und Standortmunitionsniederlagen.